# 法國阿爾卑斯山
法國阿爾卑斯山（French Alps）是阿爾卑斯山脈的一部分，位於法國罗纳-阿尔卑斯大區和普羅旺斯-阿爾卑斯-蔚藍海岸大區。法國阿爾卑斯山橫跨瑞士和義大利。
4,808米高的勃朗峰是阿爾卑斯山最高峰，也是西歐最高峰，位在法國和義大利邊境。
法國阿爾卑斯山著名城鎮包括格勒諾布爾、霞慕尼、阿讷西、尚貝里、埃維昂萊班、阿爾貝維爾。